# William Perlberg

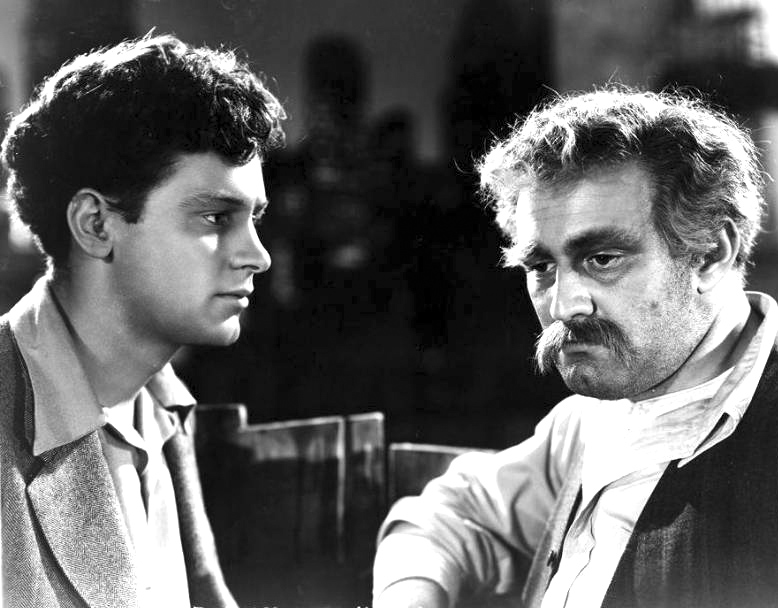
William Holden i Lee J. Cobb, a Golden Boy (1939)

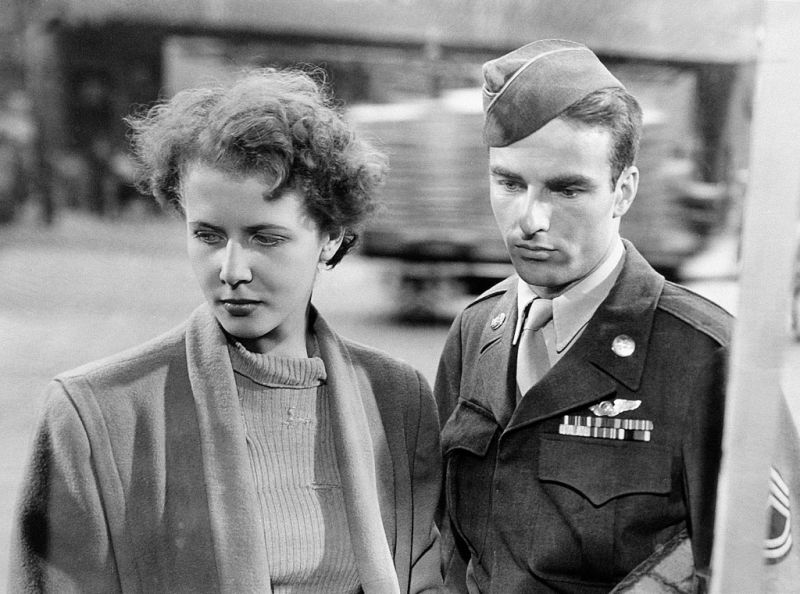
Cornell Borchers i Montgomery Clift, a Assetjats (1950)

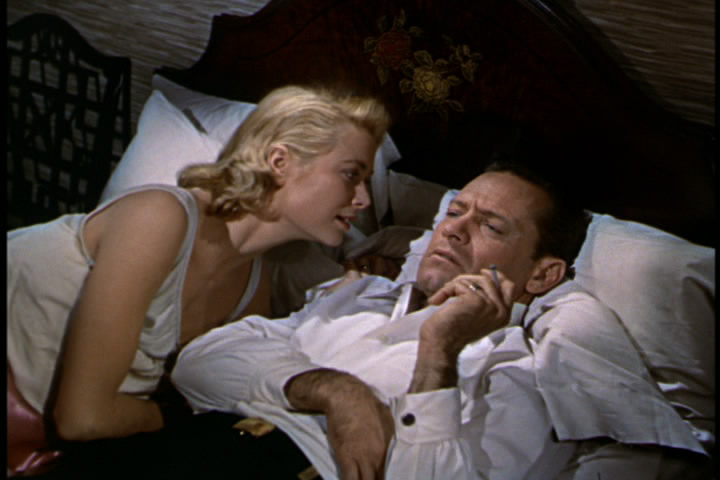
Grace Kelly i William Holden, a The Bridges at Toko-Ri (1954)

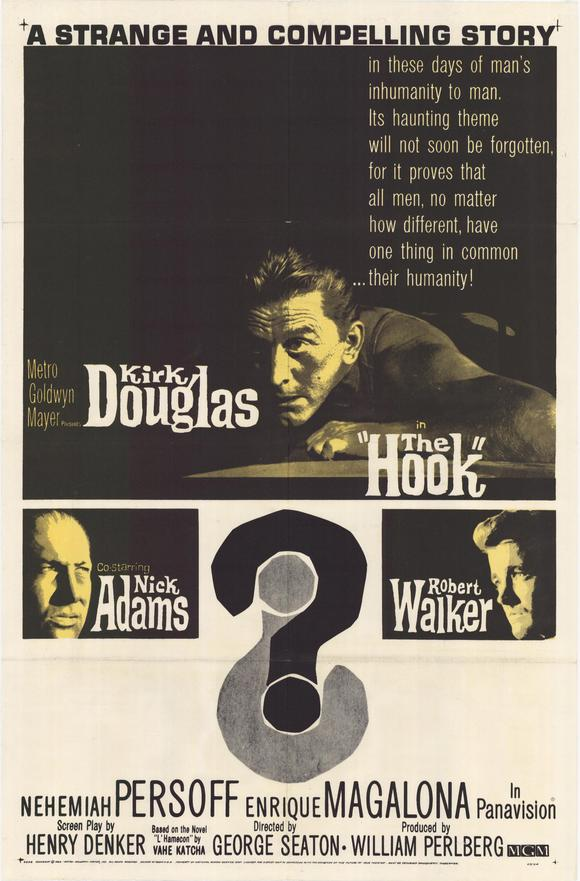
Cartell promocional de The Hook (1963)

William Perlberg (Łódź, 22 d'octubre de 1900 - Los Angeles, 31 d'octubre de 1968), nascut com Wolf Perelberg, va ser un productor de cinema estatunidenc.

## Biografia
Va emigrar amb la seva mare el 1905 als Estats Units i allà es va reunir amb el seu pare (un comerciant de pells) que els havia precedit. Sota el nom americanitzat de William Perlberg, es va incorporar a Hollywood el 1935, convertint-se en productor cinematogràfic a Columbia Pictures, per a pel·lícules estrenades entre 1936 i 1940, entre les quals Golden Boy de Rouben Mamoulian (1939, amb Barbara Stanwyck i Adolphe Menjou).
De 1941 a 1950, va estar a la 20th Century Fox, on va produir sobretot The Song of Bernadette de Henry King (amb Jennifer Jones i William Eythe i The Miracle of the 34 Street de George Seaton (amb Maureen O'Hara i John Payne).
Sovint associat amb aquest darrer director, després el va trobar a Paramount Pictures de 1951 a 1962, produint entre d'altres Little Boy Lost (1953, amb Bing Crosby i Claude Dauphin) i The Bridges of Toko-Ri de Mark Robson (1954, amb William Holden i Grace Kelly).
Els dos homes van ser els fundadors d'una empresa de curta durada anomenada Perlsea Company (una contracció dels seus respectius noms) que va produir sis pel·lícules estrenades entre 1957 i 1962, distribuïdes per Paramount, incloent The Tin Star d'Anthony Mann (1957, amb Henry Fonda) i Anthony Perkins) i Perduts a la gran ciutat de Robert Mulligan (1960, amb Tony Curtis i Debbie Reynolds).
Les seves dues últimes pel·lícules, amb Metro-Goldwyn-Mayer, van ser The Hook (1963, amb Kirk Douglas i Robert Walker Jr.) i 36 Hours (1965, amb James Garner i Eva Marie Saint), ambdues dirigides per Seaton.
Retirat després d'aquesta darrera pel·lícula, William Perlberg va morir sobtadament tres anys més tard (el 1968) d'un atac de cor, havent contribuït a un total de cinquanta-vuit pel·lícules als Estats Units com a productor, de vegades associat o executiu, (incloent-hi divuit en total dirigides per George Seaton), així com la pel·lícula britànica The Forbidden Street de Jean Negulesco (1949, amb Dana Andrews i Maureen O'Hara).
Entre altres distincions (veure detalls a continuació), The Song of Bernadette, The Miracle of the 34 Street i The Country Girl van rebre cadascuna una nominació a l'Oscar a la millor pel·lícula.

## Filmografia
- 1936 : The King Steps Out de Josef von Sternberg
- 1937 : The Devil Is Driving de Harry Lachman
- 1937 : It's All Yours d'Elliot Nugent
- 1937 : It Happened in Hollywood de Harry Lachman
- 1938 : There's Always a Woman d'Alexander Hall
- 1938 : No Time to Marry de Harry Lachman
- 1938 : Start Cheering d'Albert S. Rogell
- 1938 : The Lady Objects d'Erle C. Kenton
- 1939 : Let Us Live de John Brahm
- 1939 : Good Girls Go to Paris d'Alexander Hall
- 1939 : Golden Boy de Rouben Mamoulian
- 1940 : Allò que en diuen amor (This Thing Called Love) d'Alexander Hall
- 1940 : The Doctor Takes a Wife d'Alexander Hall
- 1941 : Remember the Day de Henry King
- 1941 : Charley's Aunt d'Archie Mayo
- 1942 : Son of Fury: The Story of Benjamin Blake de John Cromwell
- 1942 : The Magnificent Dope de Walter Lang
- 1942 : Ten Gentlemen from West Point de Henry Hathaway
- 1943 : Claudia d'Edmund Goulding
- 1943 : Sweet Rosie O'Grady d'Irving Cummings
- 1943 : The Meanest Man in the World de Sidney Lanfield
- 1943 : The Song of Bernadette de Henry King
- 1943 : Coney Island de Walter Lang
- 1944 : The Eve of St. Mark de John M. Stahl
- 1945 : Diamond Horseshoe de George Seaton
- 1945 : Where Do We Go from Here? de Gregory Ratoff i George Seaton
- 1945 : State Fair de Walter Lang
- 1945 : Junior Miss de George Seaton
- 1946 : Claudia and David de Walter Lang
- 1947 : The Miracle of the 34 Street de George Seaton
- 1947 : Forever Amber d'Otto Preminger
- 1947 : The Shocking Miss Pilgrim de George Seaton
- 1948 : Escape de Joseph L. Mankiewicz
- 1948 : Apartment for Peggy de George Seaton
- 1949 : The Forbidden Street de Jean Negulesco
- 1949 : It Happens Every Spring de Lloyd Bacon
- 1949 : Chicken Every Sunday de George Seaton
- 1949 : Slattery's Hurricane d'André De Toth
- 1950 : For Heaven's Sake de George Seaton
- 1950 : Wabash Avenue de Henry Koster
- 1950 : I'll Get By de Richard Sale
- 1950 : Assetjats (The Big Lift) de George Seaton
- 1951 : Rhubarb d'Arthur Lubin
- 1951 : You Can Change the World de Leo McCarey
- 1952 : Anything Can Happen de George Seaton
- 1952 : Somebody Loves Me d'Irving Brecher
- 1952 : Aaron Slick from Punkin Creek de Claude Binyon
- 1953 : Little Boy Lost de George Seaton
- 1954 : The Bridges of Toko-Ri de Mark Robson
- 1954 : The Country Girl de George Seaton
- 1956 : The Proud and Profane de George Seaton
- 1957 : The Tin Star d'Anthony Mann
- 1958 : Teacher's Pet de George Seaton
- 1959 : But Nor for Me de Walter Lang
- 1960 : Perduts a la gran ciutat (The Rat Race) de Robert Mulligan
- 1961 : The Pleasure of His Company de George Seaton
- 1962 : The Counterfeit Traitor de George Seaton
- 1963 : The Hook de George Seaton
- 1965 : 36 Hours de George Seaton

## Honors
- Nominacions als Oscar a la millor pel·lícula :
  - El 1944, per The Song of Bernadette ;
  - El 1948, per Miracle on 34th Street ;
  - I el 1955, per The Country Girl .
- Nominació al BAFTA a la millor pel·lícula el 1958 per The Tin Star .
- Nominació al Globus d'Or a la millor pel·lícula musical o còmica l'any 1960, per But Not for Me .